# Veronica Micle
Veronica Micle, pseudonyme littéraire d'Ana Câmpeanu, était une poétesse roumaine née le 22 avril 1850 et morte le 3 août 1889.
Elle est surtout célèbre pour sa relation avec le poète national roumain Mihai Eminescu. Son œuvre s'inspire grandement du mouvement romantique, qui l'a beaucoup influencée.

## Biographie
Elle fut l'auteure de plusieurs traductions du français au roumain de poème d'Alphonse de Lamartine et de Théophile Gautier.

## Œuvres
- Rendez-vous, NCR, I, 1872
- Plimbarea de mai în Iaşi, NCR, I, 1872
- Poezii, Bucarest, Halman, 1887
- Poezii, Prof. I. S. Mugur, Iaşi, Şaraga, 1909
- Dragoste şi Poezie, Bucarest, Socec, prof. Octav Minar.

## Mémorialisation
Une sculpture du sculpteur Veaceslav Jiglitski en l'honneur de Veronica Michele sera installée à Chisinau en 2021.